# إلياس الديري
إلياس الديري (1937 - 30 أيلول/سبتمبر 2023) أديب وصحفي وسياسي لبناني، ولد في قرية دده - قضاء الكورة في شمال لبنان، صنفت روايته «الفارس القتيل يترجل» في المرتبة 101، في قائمة أفضل 100 رواية عربية من قبل اتحاد الكتاب العرب عام 2001.
توفي في 30 سبتمبر 2023 عن عمر ناهز السادسة والثمانين.

## سيرته الشخصية
إلياس الديري هو أديب لبناني، منذ صغره واكب والده العامل في صناعة الفحم والكلس، وفي كبره عاملاً في مصلحة التعمير في لبنان، درس في عدة مدارس طرابلس منها: ددة، بترمين، القلمون، والزاهرية، انخرط في السلك السياسي وبالتحديد في الحزب السوري القومي الاجتماعي منذ سنة 1950 حتى سنة 1965، وانسحب منه، متفرغاً للكتابة الأدبية والسياسية، أغواه العمل الصحافي، فكتب في جريدة «النهار العربي والدولي» في باريس مقالات سياسية، ومجلة «الصفر».

## سيرته المهنية
- رئيس تحرير جريدة النهار العربي والدولي، باريس.[7]
- عضو نقابة محرري الصحافة اللبنانية منذ عام 1960، لبنان
- عضو نادي القصة منذ عام 1960، لبنان
- محلل سياسي لإذاعة الشرق، باريس

## مؤلفاته
- (1969)، الطريق إلى مورينا: دار المكشوف، لبنان [8]
- (1971)، الخطأ: دار النهار للنشر والتوزيع، لبنان
- (1979)، الفارس القتيل يترجل: دار النهار للنشر والتوزيع، لبنان
- (1982)، من يصنع الرئيس: المؤسسة الجامعية للدراسات والنشر، لبنان
- (1982)، عودة الذئب إلى العرتوق: المؤسسة الجامعية للدراسات والنشر، لبنان

## روابط خارجية
- إلياس الديري على موقع أرشيف الشارخ.
- مقابلة قناة النهار مع الأديب والصحفي اللبناني إلياس الديري